# Johan Koren Christie
Johan Koren Christie, né le 23 juillet 1909 et mort le 5 juillet 1995, est un ingénieur et un officier de l'armée de l'air norvégienne qui accompagna le gouvernement et la famille royale de Norvège pendant son exil à Londres lors de la Seconde Guerre mondiale et fut son officier de liaison auprès du Supreme Headquarters Allied Expeditionary Force.

## Famille et études
Johan Koren, né le 23 juillet 1909 à Vang dans le Vangcomté de Hedmark est le fils de Karen Amalie Wedel-Jarlsberg (1886–1952) et du professeur Werner Hosewinckel Christie (en) (1877–1927). Il est le frère de la pianiste Amalie Christie et de l'officier Werner Hosewinckel Christie (en). Christie passe son examen artium en 1927, puis étudie deux ans a l'école de l'armée de l'air norvégienne avant d'entreprendre des études d'ingénieur à l'université technique de Berlin où il obtient son diplôme en 1935.